# Јеллена
Јелена Лаловић (девојачко Ристић-Штефанец) (Београд, 15. јануар), познатија као Јеллена, или Јелена са два "л", је српска поп певачица која је певала у Коктел бенду, а касније као соло извођач врхунац каријере доживела почетком двехиљадитих. Њен највећи хит је песма "А ти си леп" за који је снимила два спота (зимску и летњу верзију).

## Дискографија
Албуми са групом Коктел бенд
- Коктел (1998) Зам
- Људи смо (2000) Зам

Албуми као соло извођач
- Јеллена (2001) Сити Рекордс
- Знам (2003) Сити Рекордс

Синглови
- Кажи кад (2001)
- Плакаћеш ко жена (2001)
- Горане (2001)
- Неће гром (2001) Будвански фестивал
- Хеј стани душо (2001)
- За додир твојих усана (2002) Фестивал Зрењанин
- Грешка (2002)
- У недељи седам дана има (2003) са Кнез, Цеца Славковић, Данијел Ђокић и други (пројекат Звезде певају за децу)
- Преварићу те (2003) Беовизија 2003.
- Теби је лако (2004) дует са Кемал Монтено
- А ти си леп

## Фестивали
- О нама, Београдско пролеће '91.
- Знам, Бања Лука 2003. (Вече забавне музике)
- Умри за мном, Радијски Фестивал 2004.
- Идем и ја с тобом, Бисер Јадрана 2025.